# Англо-непалска война
Англо-непалската война (1814 – 1816), наричана понякога Гуркска война или Англо-гуркска война, е война, водена между Кралство Непал и Британската източноиндийска компания в резултат на погранични диспути и амбициозен експанзионизъм и на двете страни..

## Действия и резултати
Това е най-скъпата война, водена по време на губернаторството на Франсис Раудън-Хейстингс. Тя избухва в резултат на погранични спорове и амбициозен експанзионизъм и на двете страни. В нея воюват гурки (гуркхи - непалски военни), които са в отбрана срещу британски войски, които нахлуват в 2 последователни вълни в Непал.
Войната завършва през 1816 г., с подписването на Договора от Сугаули , чрез който около 1/3 от територията на Непал е предадена на Британската империя, включително:
- Сиким (чиито чхогяли подкрепят британците във войната);
- територия на запад от река Кали в Утаракханд като областта Кумаон, Гархвалското кралство;
- някои територии на запад от река Сутледж като Кангра (днес в Химачал Прадеш);
- голямата част от региона Тераи (погранична с Индия), но по-късно същата година, при ревизия на договора, тя е отчасти върната на Непал, а друга територия е върната през 1865 г. като благодарност към кралството за помощта в потискането на Индийското въстание от 1857 г.